# Lijst van industrieel erfgoed in Eemnes
De lijst industrieel erfgoed in Eemnes is een inventarisatie van industriële monumenten in de gemeente Eemnes. De lijst is in februari 2014 opgesteld door de Utrechtse Stichting voor het Industrieel Erfgoed (Usine). Het gaat om panden die mogelijk al de status van gemeentelijk monument of rijksmonument hebben.

## Eemnes
| Object | Oorspronkelijke functie? | Bouwjaar            | Architect | Locatie                    | Coördinaten?                  | Nr.?           | Afbeelding |
| --- | ------------------------ | ------------------- | --------- | -------------------------- | ----------------------------- | -------------- | --- |
| Oude haven aan de Wakkerendijk bij het huidige evenemententerrein | haven                    | (16e eeuw-ca. 1954) |           | Eemnesser Vaartsteeg       |                               | 0317/wikinr701 | Upload foto |
| Ocrietfabriek voor aanrechten, lavetten etc., gesloten in 2008; complex van o.a. een productiehal uit 1934, elfbeukige hal uit 1949-1957, silo uit 1951, kleinere silo uit 1957; nu wachtend op herbestemming                                                                 | Industrie                | 1934                |           | Eemweg 108 Eembrugge       |                               | 0317/wikinr702 | Upload foto |
| Jachthaven Kroeze, naam was voorheen Jachthaven De Kemphaan;schuren zijn typisch voor bouw in de jaren zestig (1960-1965) | haven                    | 1960                |           | Eemweg 112                 |                               | 0317/wikinr703 | Upload foto |
| Smederij rm (gebouw 17e eeuw; smederij 1900-1988) | smederij                 | 1900                |           | Kerkstraat 4               | 52° 15' 8" NB, 5° 15' 60" OL  | 14500          | Smederij rm (gebouw 17e eeuw; smederij 1900-1988) |
| Eemnessersluis rm (1651/1994) met daarbij fundamenten watermolen (1791) en daarop nu dienstwoning, stoomgemaal met twee schepraderen (1884), sinds 1921 vervangen door elektrisch gemaal rm met pompen van Pannevis type 'kattenstaart', tevens sluiswachterswoning (va 1589) | sluis                    | 1651                |           | Korte Maatsweg 3-5-7       | 52° 14' 52" NB, 5° 18' 10" OL | 516168         | Eemnessersluis rm (1651/1994) met daarbij fundamenten watermolen (1791) en daarop nu dienstwoning, stoomgemaal met twee schepraderen (1884), sinds 1921 vervangen door elektrisch gemaal rm met pompen van Pannevis type 'kattenstaart', tevens sluiswachterswoning (va 1589) |
| Automobielbedrijf Koot, garagepand met woning | garage                   | 1962                |           | Laarderweg 70              |                               | 0317/wikinr704 | Upload foto |
| Maalderij, ter vervanging van elders buiten gebruik gestelde en in 1928 gesloopte korenmolen 'De Hoop'; als maalderij gebruikt tot 1941 (1888-1908) | maalderij                | 1888                |           | Molenweg 8a                |                               | 0317/wikinr705 | Maalderij, ter vervanging van elders buiten gebruik gestelde en in 1928 gesloopte korenmolen 'De Hoop'; als maalderij gebruikt tot 1941 (1888-1908) |
| Garage en autoshowroom met woning | garage                   | 1933                |           | Oud Eemnesserweg 13        | 52° 15' 10" NB, 5° 15' 43" OL | 0317/wikinr6   | Garage en autoshowroom met woning |
| Van 1817 tot 1929 een deel van de Groote Weg No. 11, later genoemd Groote Weg van 1e klasse no. 1 en Rijksstraatweg van Naarden naar Amersfoort | Gebouw                   | 1817                |           | Wakkerendijk en Laarderweg |                               | 0317/wikinr706 | Upload foto |
| Garagepand met woning | garage                   | ca. 1963            |           | Wakkerendijk 13            |                               | 0317/wikinr707 | Garagepand met woning |
| Smederij en boerderij Huis ‘Harmelen’ rm, nu woonhuis zonder restant smederij (1786-1957) | smederij                 | 1786                |           | Wakkerendijk 168-170       |                               | 0317/wikinr708 | Upload foto |